# Circo do Tiru
Circo do Tiru foi um programa de televisão brasileiro exibido pelo SBT de 16 de março de 2024 a 22 de fevereiro de 2025. Era apresentado por Tirullipa e exibido nos finais das tardes de sábado.

## Antecedentes
Em 21 de março de 2023, o colunista Thiago Sodré, do jornal O Dia, noticiou que o SBT e o palhaço Tirullipa estavam em negociações avançadas para a apresentação de um programa voltado ao humor na emissora, mas sem o dia da semana e o horário definido. Em 14 de novembro do mesmo ano, a emissora anuncia a contratação do humorista após a aprovação do piloto de seu programa, gravado ainda no primeiro semestre. Tirullipa havia sido revelado ao SBT em 1996 durante a sua participação no Domingo Legal acompanhado de seu pai, Tiririca, e por intermédio de um vídeo gravado pelo seu tio, Lindon Johnson, que o enviou á emissora na época.
Em 1.º de dezembro de 2023, durante a festa de final de ano do SBT realizada dentro do estabelecimento de Tirullipa, foi ao ar as primeiras imagens do programa, que recebeu o nome de Circo do Tiru, o mesmo do empreendimento pertencente ao humorista, mas sem o acento agudo no "u".

## Produção
O Circo do Tiru é um dos únicos programas do SBT a não ser totalmente gravado no CDT da Anhanguera, com as apresentações acontecendo dentro do próprio circo do humorista, apesar de alguns quadros serem produzidos no estacionamento do complexo de estúdios da emissora.

## O programa
Buscando levar a experiência do circo para toda a família, Tirullipa comanda uma divertida atração com jogos, brincadeiras e apresentações, sempre com a participação de convidados especiais.

## Exibição
O programa já teve um piloto exibido no dia 25 de dezembro de 2023 dentro do Feriadão SBT numa edição especial de natal, sendo exibido na faixa das 18h.

## Quadros
- Minha Casa Minha Dívida
- Em Busca de um @
- Orgulho da Mamãe
- Blogueirinha do Dia
- Abrakaboom

## Repercussão

### Audiência
O primeiro episódio registrou 3,3 pontos e pico de 3,5 ficando em terceiro lugar por toda a sua exibição. Apesar da marca, o programa elevou a média da complicada faixa das 18h em 32% comparado com as edições do Programa Raul Gil, que ficavam na casa dos 2 pontos pelo mesmo horário e ficava constantemente em quarto lugar. O segundo episódio registrou 4,4 pontos, sendo alavancado pelo recorde do Cinema em Casa, chegando a vice-liderança. No entanto, foi superado pelo Jornal da Band no confronto direto com este registrando 3,7 pontos contra 3,8 do principal concorrente.
No dia 1.º de junho de 2024, o programa bateu recorde com 5,3 pontos, sendo embalado pela Final da Liga dos Campeões da UEFA de 2023–24, apesar de fechar em terceiro lugar.
Entrando em janeiro de 2025, o programa enfrentou uma grande crise de audiência, ficando em quarto lugar por dois sábados consecutivos: no dia 11 registrou 2,4 pontos e no dia 18 marcou 2,2 pontos, sendo o seu pior índice desde a estreia, chegando a antipicos de 1 ponto.

### Público e mídia especializada
O colunista Luciano Guaraldo, do portal Notícias da TV, destacou que o programa arriscou uma nova fórmula em um horário complicado da emissora no sábado e que Tirullipa seguiu um caminho oposto ao de Silvio Santos. O jornalista lembrou que Silvio já teve uma fase circense na TV, o que facilitou para que a vice-presidente da emissora, Daniela Beyruti, abraçasse o projeto após assistir uma apresentação. Mesmo com a troca de direção, já que Marcelo Kestenbaum volta a assumir o reality Bake Off Brasil: Mão na Massa, que havia sido cancelado, mas depois retomado, o projeto não foi prejudicado.
Fernando Mello, do Área Vip, destaca que o programa resgatou momentos nostálgicos e trouxe uma inovação ao SBT, por ser gravado em um circo de verdade. O apresentador titular foi bastante elogiado pelo colunista, por conseguir segurar o público até o final e que a abertura foi classificada como magnífica, levando a uma viagem no tempo, além de apresentar os convidados do primeiro episódio como Wesley Safadão, Helen Ganzarolli, Délio, Thammy Miranda e Nattanzinho de forma espontânea e engraçada. Os cinco também atuaram como jurados na estreia e a plateia também ajudou com total entusiasmo. O quadro Minha Casa Minha Dívida sofreu uma pequena gafe com uma apresentação sendo repetida duas vezes, mas que não atrapalhou no desenvolvimento. Já o Em Busca de um @ foi considerado um dos quadros mais divertidos, especialmente pelo desafio com os dois convidados, que para ter a loja ou o produto divulgado por uma celebridade, teriam que passar por uma prova, sendo essa semelhante ao Tobogã do Ratinho, onde as convidadas do Programa do Ratinho descem em um escorregador carregando uma bandeja com líquidos, tendo que manter a maior quantidade de copos cheios no utensilio. Já o Orgulho da Mamãe foi se mostrando cansativo pela alta gritaria e por fim, a apresentação de Wesley e Natthanzinho surpreendeu o público com truques de mágica e Tirullipa também não deixou os convidados de fora nas interações e foi cogitada também uma parceria com Helen, especialmente no momento em que a coragem da modelo foi posta à prova junto com o apresentador quando ambos entraram no globo da morte. Já Thammy, segundo o jornalista, merecia mais tempo de tela no programa.

## Encerramento
Apesar de ter sido renovado para uma segunda temporada, a produção do programa acabou sendo suspensa no dia 21 de fevereiro de 2025 por cortes de gastos, além da baixa audiência, que chegava a registrar em alguns momentos apenas 1 ponto de audiência. O último episódio havia sido marcado para ser exibido no dia 1.º de março. Porém, a última edição foi ao ar no dia 22 de fevereiro e o programa foi substituído pela edição de sábado do Tá na Hora.